# Justinuskirche (Höchst)

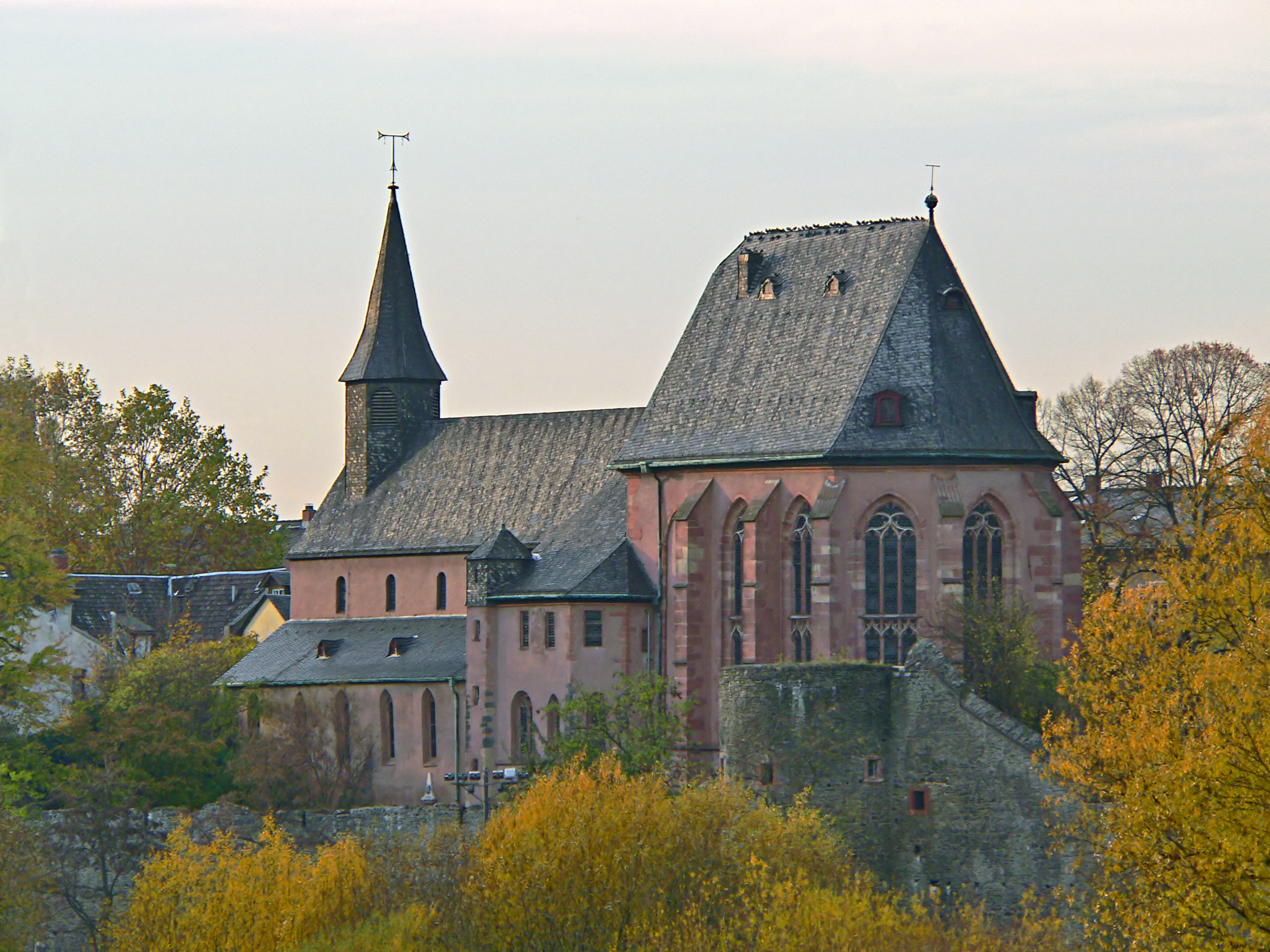
Justinuskirche in Frankfurt-Höchst

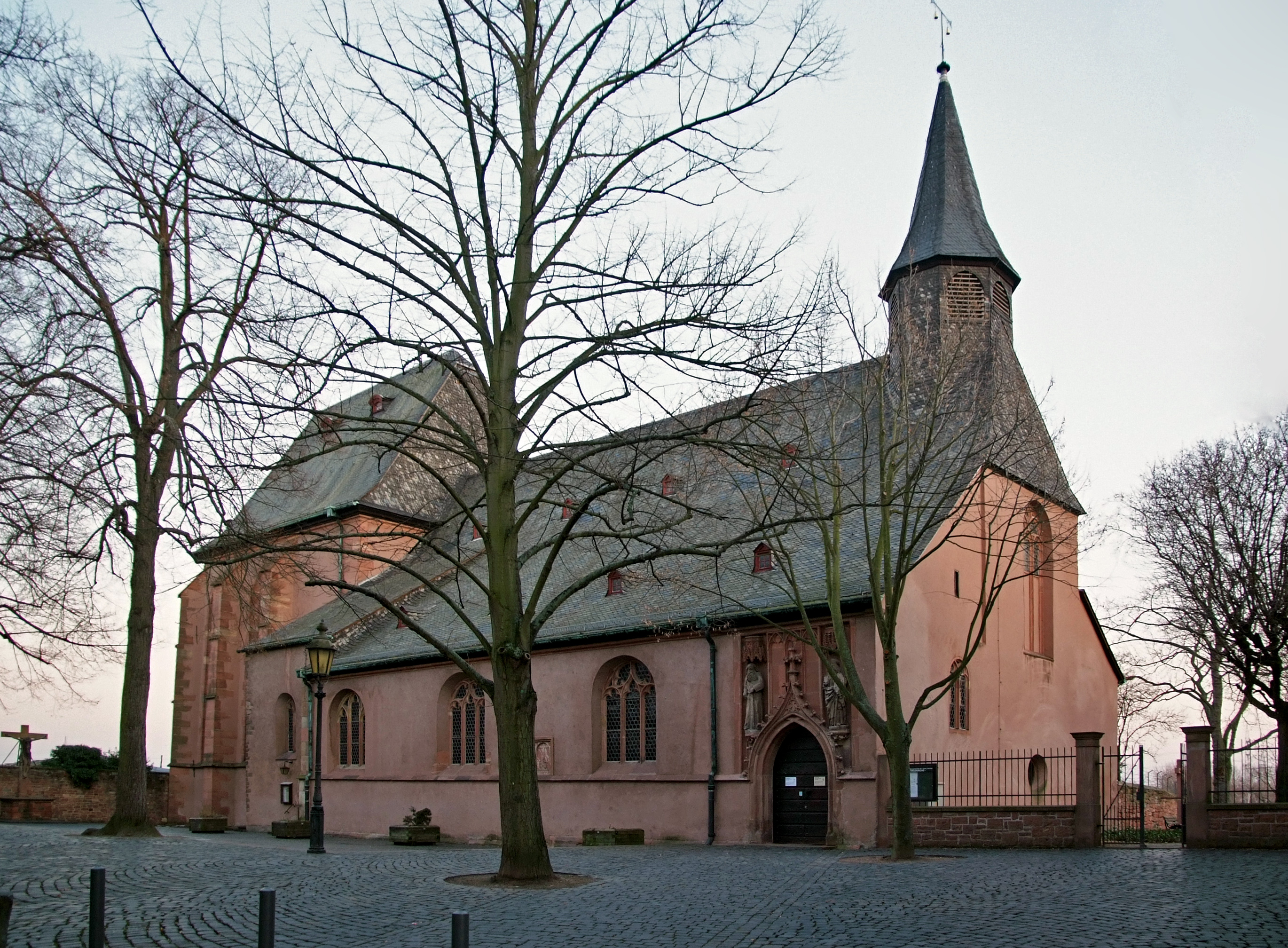
Kirchhof und Nordfassade der Justinuskirche

Die karolingische Justinuskirche (auch: Margarethenkirche) in Frankfurt-Höchst ist das älteste erhaltene Gebäude in Frankfurt am Main und eine der ältesten Kirchen in Deutschland.
Die dreischiffige Basilika stammt aus der Zeit nach 830. Der spätgotische Hochchor entstand ab 1441. Die Kirche steht am östlichen Ende der gut erhaltenen Höchster Altstadt hoch über dem Main. Zur Stadt hin besitzt sie einen Vorplatz, zum Main hin einen großen Blumen- und Kräutergarten, dessen Begrenzung die erhaltene Höchster Stadtmauer bildet.
Die große Bedeutung der Justinuskirche gründet sich einerseits auf ihre bedeutende Bauplastik (vor allem die karolingischen Kapitelle und das spätgotische Nordportal), andererseits darauf, dass sie eine der wenigen fast vollständig erhaltenen frühmittelalterlichen Kirchen ist und seit rund 1150 Jahren ununterbrochen als Kirche genutzt wird. Hier wird auf der 1988 erneuerte Orgel alljährlich der Konzertzyklus  Höchster Orgelsommer gespielt.

## Geschichte

### Überblick

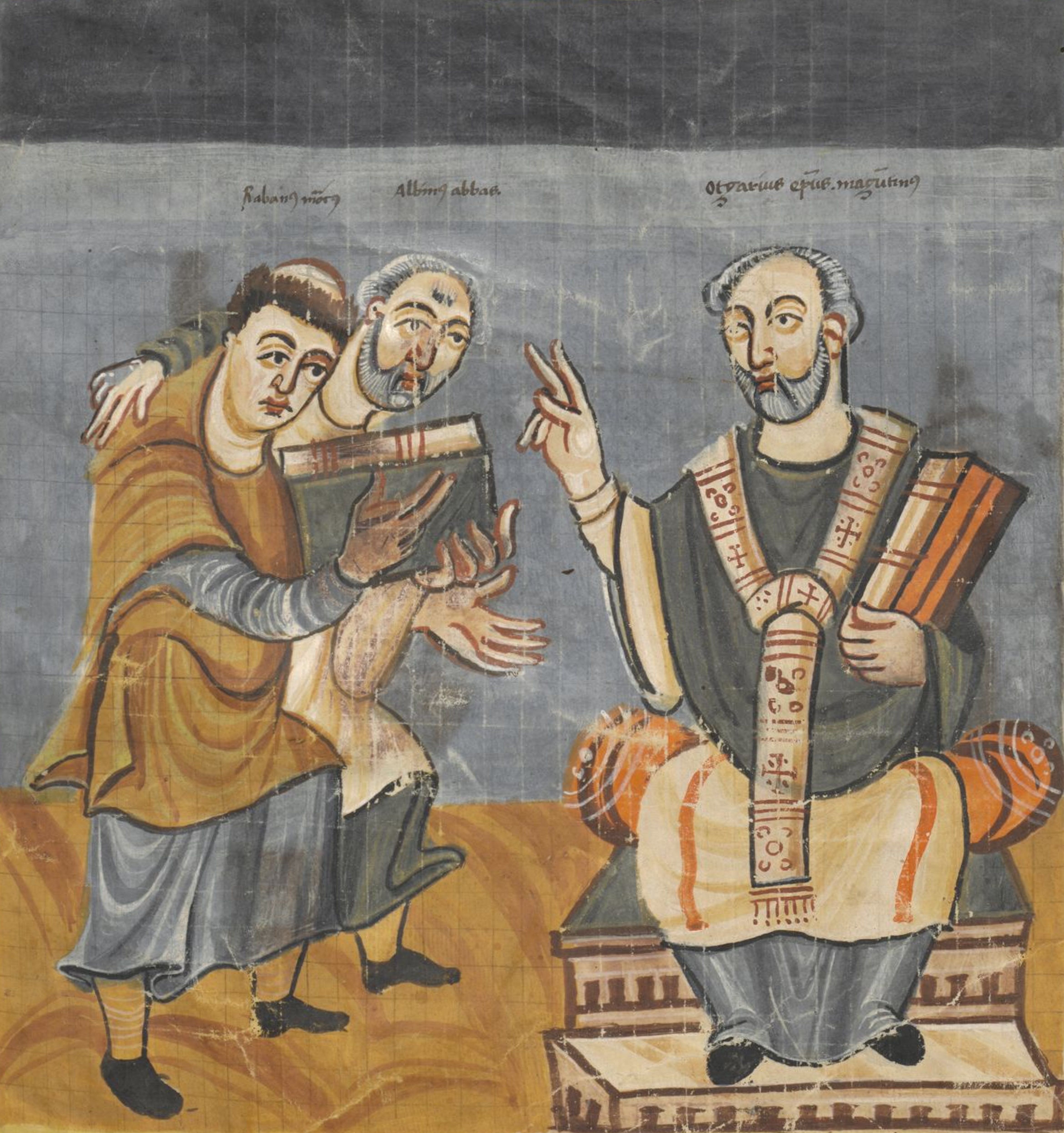
Bauherren der Kirche: Erzbischof Otgar von Mainz (rechts) und sein Nachfolger Rabanus Maurus (links) – Darstellung aus manu- scriptum Fuldense um 830

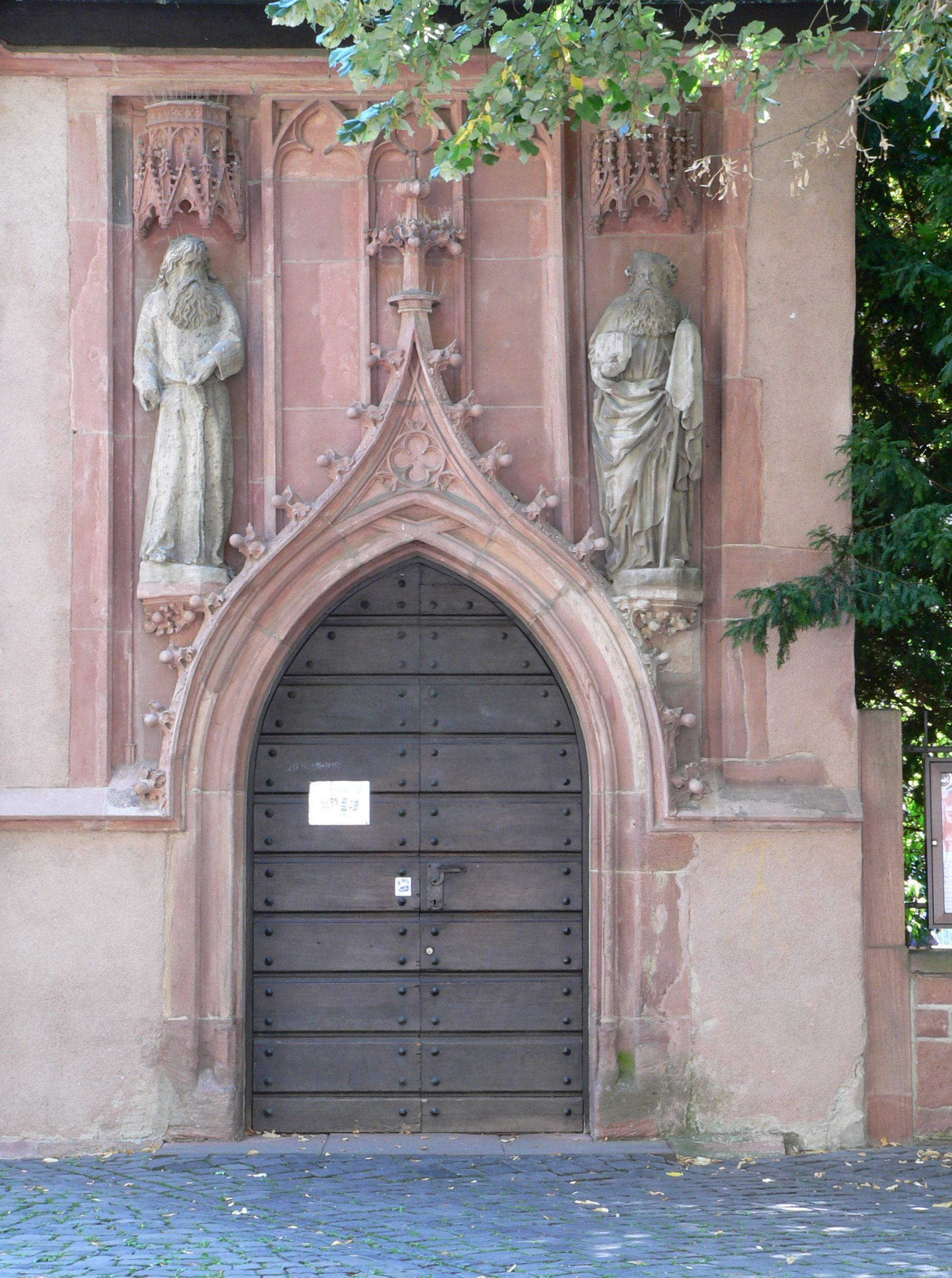
Nordportal mit den Figuren des Paulus von Theben und Antonius des Großen

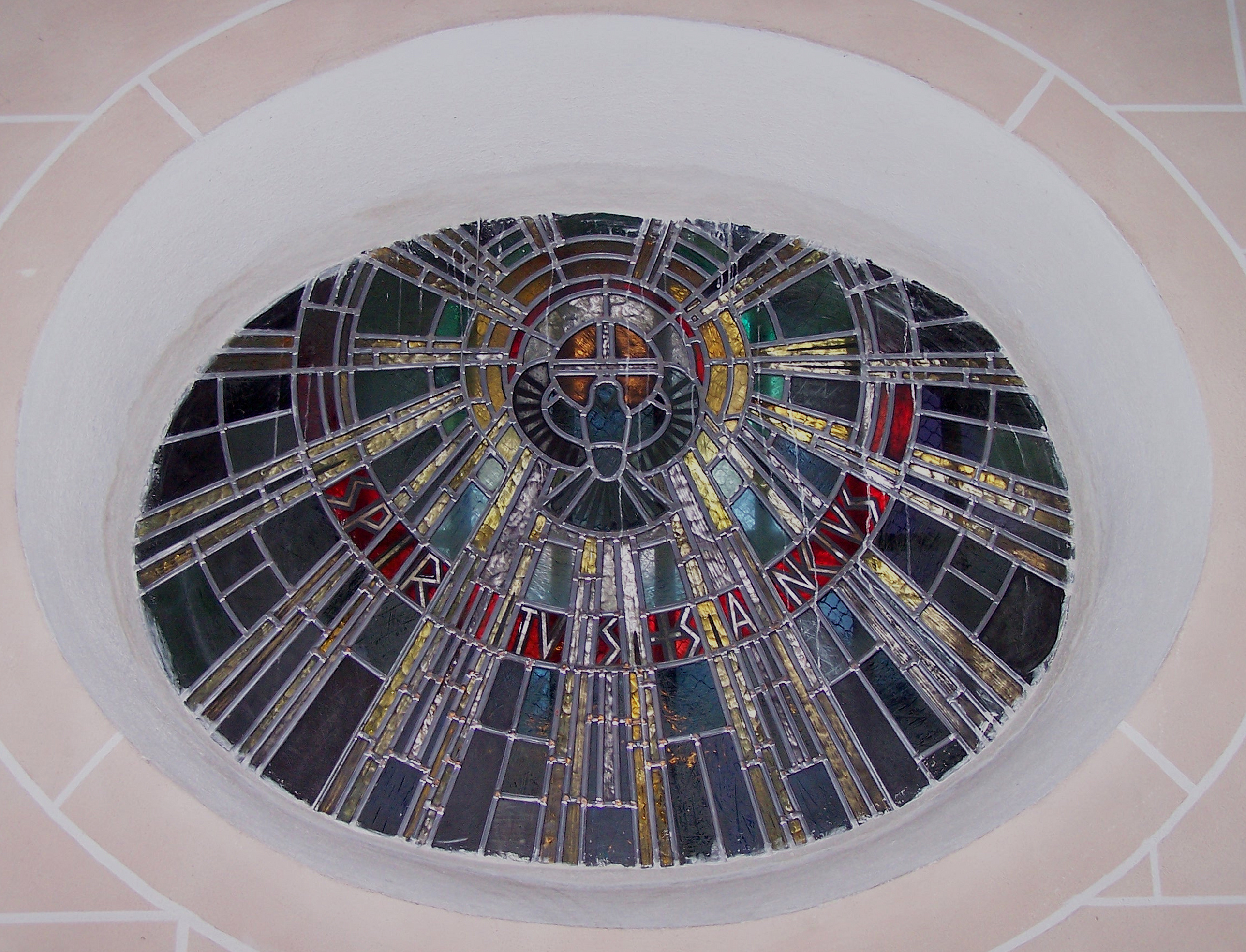
Ochsenaugen-Fenster anstelle des ursprünglichen Westportals

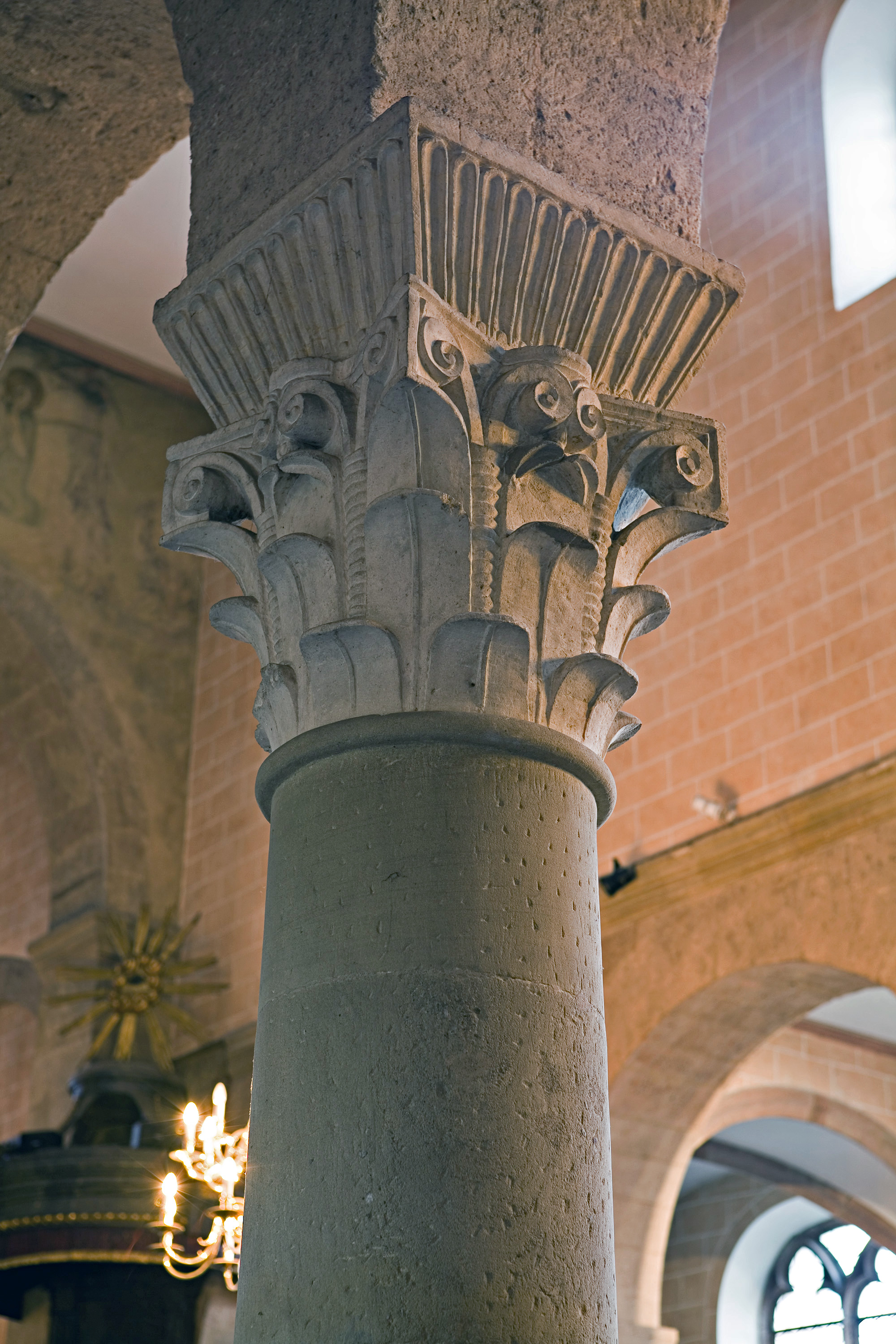
Karolingisches Kapitell in korinthischer Ordnung

Die Geschichte der Kirche hängt eng mit der der Stadt Höchst zusammen. Die fränkische Siedlung, rund 25 Kilometer östlich von Mainz auf einer Anhöhe über der Mündung der Nidda in den Main gelegen, wurde im Lauf des Mittelalters von den Erzbischöfen von Mainz als Tochterstadt aufgebaut. Die erste bekannte urkundliche Erwähnung der Stadt stammt aus dem Jahr 790.
Erzbischof Otgar von Mainz (826–847) ließ in Höchst eine für die damalige Zeit recht große, dem Bekenner Justinus geweihte Kirche errichten, dessen Gebeine er als Reliquien aus Italien mitgebracht hatte. Die Kirche, die für die Siedlung Höchst viel zu groß war, sollte als Machtsymbol gegen den Königshof in Frankfurt stehen. Rabanus Maurus, Otgars Nachfolger, nahm um 850 die Weihe der Justinuskirche vor. Sie diente zunächst als Pfarrkirche. Die Gebeine des Namenspatrons St. Justinus wurden in die neue Kirche gebracht, wo sie etwa 450 Jahre lang blieben.
1024 fand in Höchst eine Synode des Mainzer Erzbischofs Aribo und der zahlreichen Mainz unterstellten Bistümer statt. 1090 ging die Kirche als Schenkung an die Benediktiner von St. Alban in Mainz über. Die Kirche wurde in Schriften des Stifts gezielt als einsturzgefährdet bezeichnet; St. Alban erhielt auf diese Weise als Dreingabe weitere Ländereien und Privilegien in Höchst. Renovierungsarbeiten an der angeblich baufälligen Kirche fanden jedoch nicht statt. St. Justinus war seitdem Pfarr- und Klosterkirche.
Das Kloster brachte die Justinusreliquien 1298 nach St. Alban. Die Höchster Kirche wurde daraufhin der Hl. Margarethe als neuer Patronin geweiht, damit war und ist die Justinuskirche eigentlich eine Margaretenkirche. Die bis 1961 gefeierte Höchster Kirchweih hieß seit dem Mittelalter folgerichtig Margaretenkerb, daran änderte sich auch mit Einweihung der neuen Pfarrkirche St. Josef im Jahr 1909 nichts. Der vergessene Name Justinuskirche wurde durch historische Forschungen im 18. und 19. Jahrhundert wieder in der Fachwelt und der Öffentlichkeit bekannt. Dass die Margaretenkirche heute wieder nach ihrem ursprünglichen Namenspatron benannt wird, geht auf eine Initiative des Höchster Pfarrers Emil Siering (1841–1899) zurück.
Im Jahr 1441 siedelte das Antoniterkloster aus Roßdorf bei Hanau nach Höchst um, die seit 1419 nur noch als Pfarrkirche genutzte Justinuskirche diente seitdem auch wieder als Klosterkirche. Die Antoniter gaben als Chorherren 1442 den Bau eines spätgotischen Chors und zahlreicher anderer Erweiterungen in Auftrag. Der ältere karolingische Bauteil der Justinuskirche diente als Pfarrkirche für die Gemeinde, während der durch einen Lettner abgeteilte Chor den Antonitern vorbehalten war. Das Antoniterkloster wurde 1802 aufgelöst.
Nach der Einweihung der großen neuromanischen Josefskirche in der Hostatostraße übernahm diese die Funktion der katholischen Pfarrkirche der inzwischen stark gewachsenen Industriestadt Höchst. Die Justinuskirche wird seit 2009 als „Sommerkirche“ für Gottesdienste genutzt und ist ein beliebter Ort für Hochzeiten. Wegen ihrer ausgezeichneten Konzertorgel und ihrer Akustik finden im Rahmen des „Höchster Orgelsommers“ Konzerte mit internationalen Künstlern statt.
1930 bis 1932 wurde vorrangig die Bausubstanz des Kirchengebäudes restauriert, die Ausstattung der Kirche insbesondere in den 1980er Jahren. Seit dem Frühjahr 2009 findet eine Komplettsanierung des Daches statt. In diesem Zusammenhang wurde festgestellt, dass der gotische Chor erneut von Wassereinbrüchen im Untergrund bedroht wird. Der Chor wird durch Abpumpen des Wassers und Stabilisierung des Untergrundes gesichert.
Die Justinuskirche gehört seit dem 21. Jahrhundert als Filialkirche zur Pfarrei St. Josef im Bezirk Frankfurt des Bistums Limburg.

### Justinuskirchhof

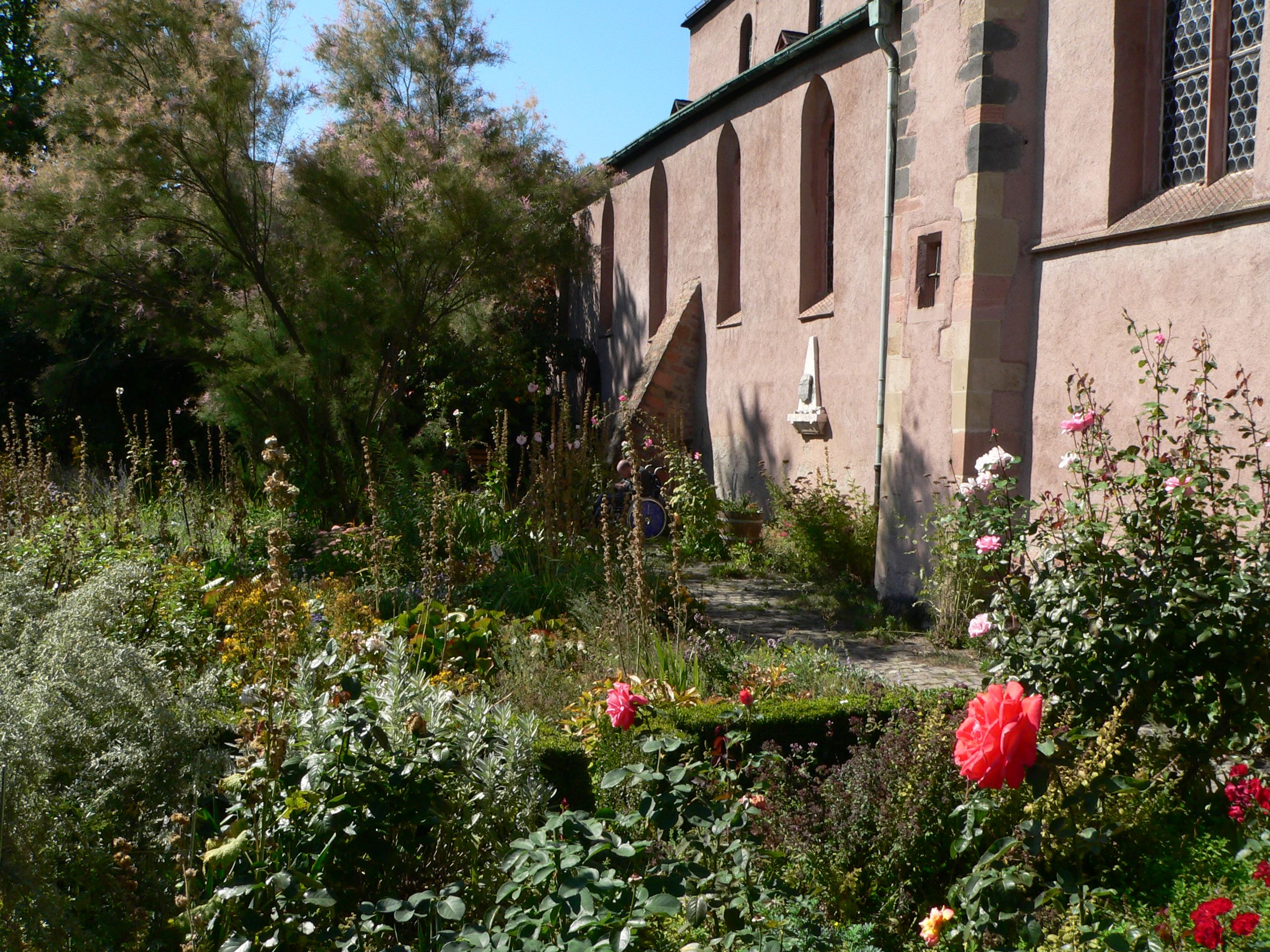
Garten der Justinuskirche

Der Platz um die Justinuskirche war seit dem Mittelalter der Höchster Friedhof. Auch in der Kirche fanden Bestattungen statt. Dort wurden insbesondere Generalpräzeptoren und Chorherren des Antoniter-Ordens beigesetzt. Die Familien von Dalberg und von Kapp hatten Familiengrüfte in diesem Gotteshaus.
Nachdem bereits 1804 das Beinhaus an der Justinuskirche abgerissen worden war, wurde der Kirchhof 1810 aufgegeben. Er wurde in den Jahren 1930 bis 1932 im Rahmen der Renovierung der Kirche abgetragen und der Platz vor der Kirche gepflastert. Nur noch eine Pietà an der Nordfassade der Kirche, acht Grabplatten im Inneren der Kirche und einige verwitterte Grabsteine im Garten auf der Mainseite erinnern an die Begräbnisstätte.
Bei Grabungsarbeiten für einen Regenwasserkanal fanden die Archäologen Mitte September 2019 mehrere Skelette, darunter das eines Mädchens mit Jungfrauenkrone.
Der auf der Mainseite gelegene Garten der Justinuskirche wurde in seiner Bepflanzung zu Beginn der 1990er Jahre angelegt. Hier werden von den Antonitern verwendete Heilkräuter kultiviert. Für die Öffentlichkeit ist der Garten seit 2004 vom Frühjahr bis zum Herbst zugänglich.

## Architektur

### Die karolingische Basilika

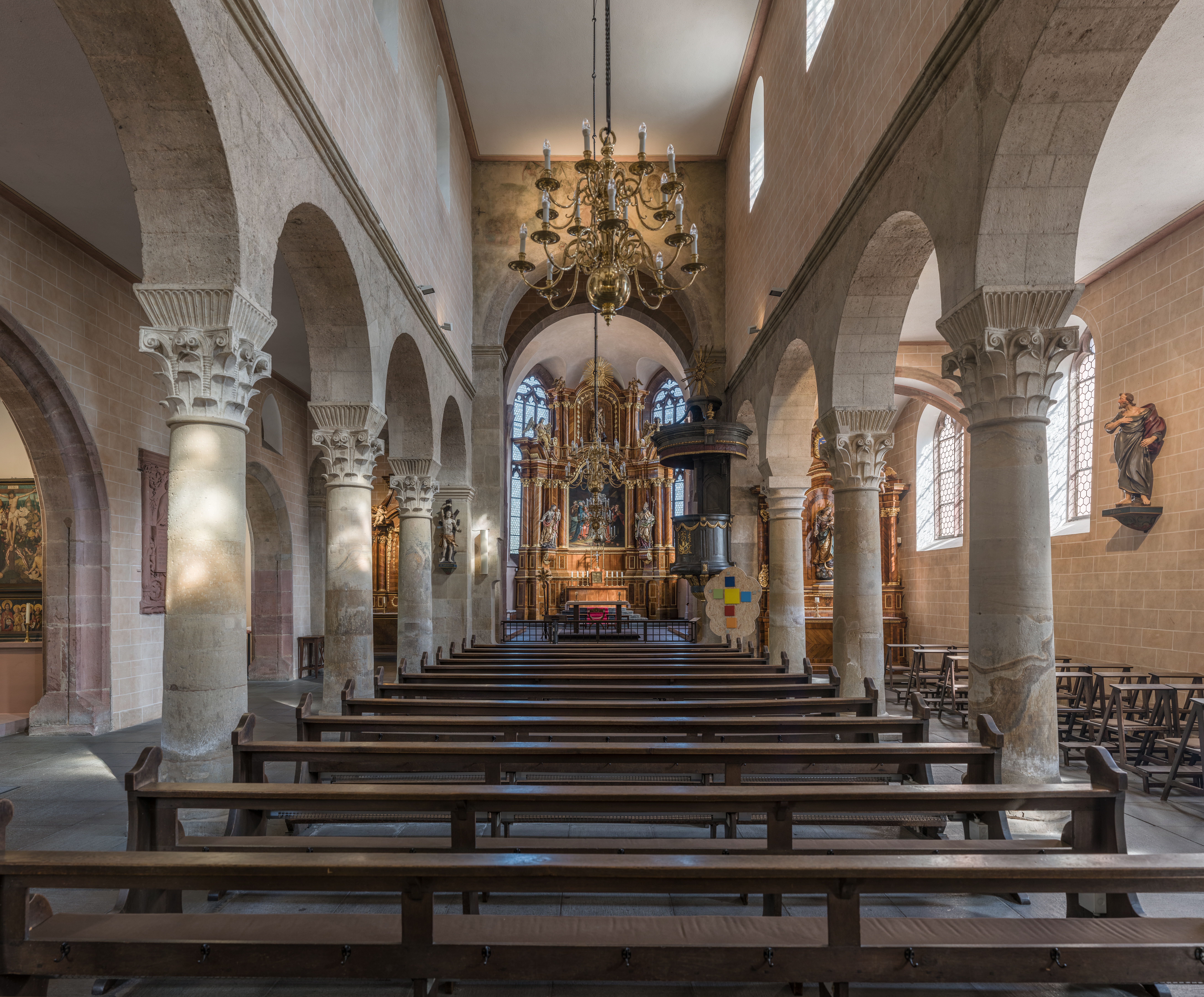
Mittelschiff

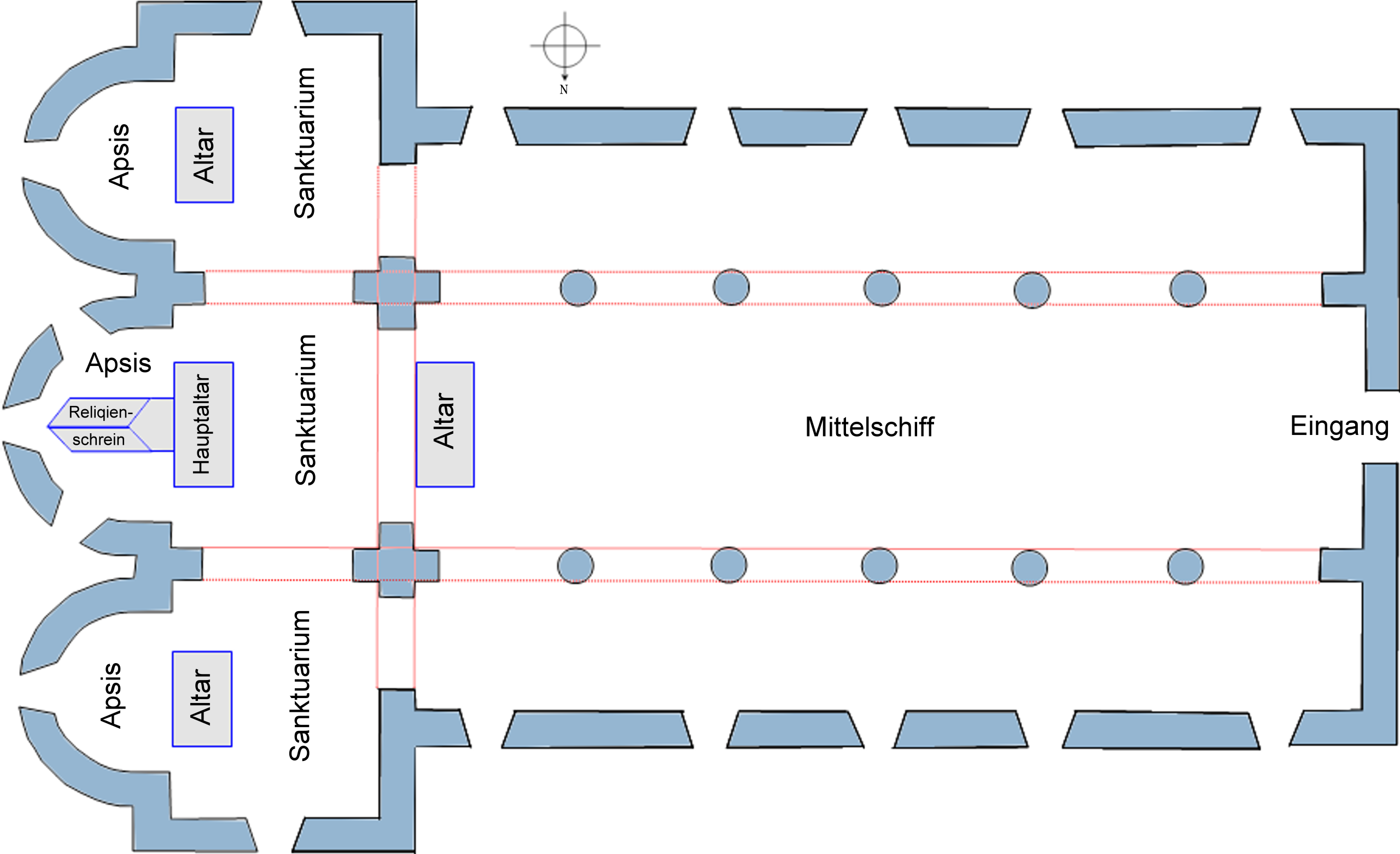
Grundriss der Kirche im 9. Jh.

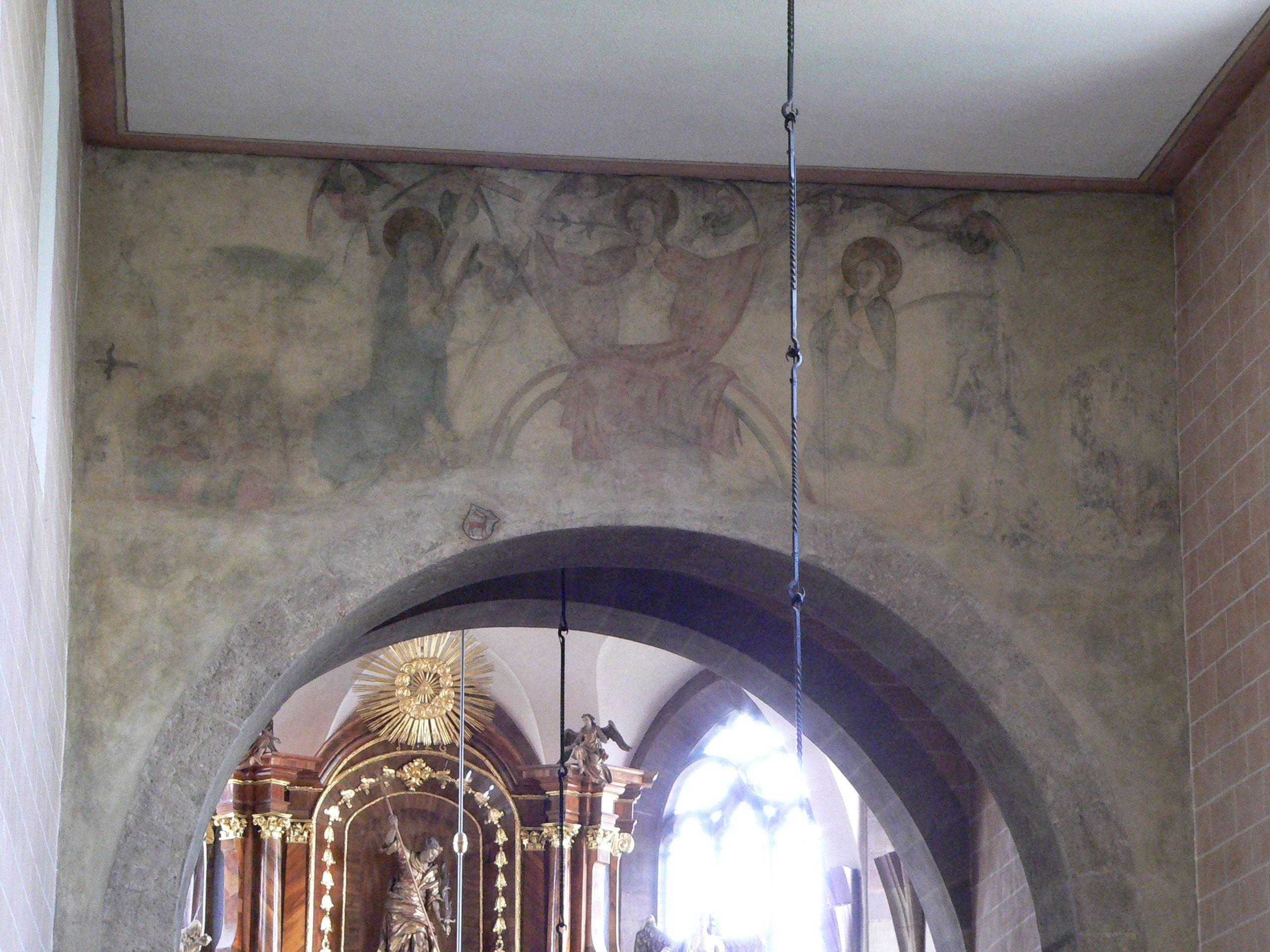
Reste der Ausmalung des karolingischen Kirchenschiffs

Die ursprüngliche Kirche war eine dreischiffige, sechsjochige Basilika mit drei Altarräumen (Sanktuarien) und drei halbrunden Apsiden. Der Zugang befand sich an der Westseite des Mittelschiffs, im Bereich des heutigen Kirchgärtchens. Die Architektur zeigt Ansätze zur Raumdurchdringung mit Bildung eines Querschiffs und einer Vierung und steht damit an der Schwelle zur Hochromanik.
Das Westportal ist bis auf ein ovales Ochsenauge vermauert, der Eingang befindet sich auf der Nordseite der Kirche, die über das nördliche Sanktuarium betreten werden kann. Die Seitenschifffenster im nördlichen Obergaden sind heute zugemauert. Im Norden wurden spätgotische Kapellen angefügt, im Süden die karolingischen Kirchenfenster durch gotische ersetzt. Auch die Apsiden fielen der Erweiterung im 15. Jahrhundert zum Opfer. Anstelle des südlichen Altarraums befindet sich heute die Sakristei.
Der Rest der karolingischen Anlage ist jedoch erhalten: die beiden anderen Altarräume, das Mittelschiff mit seinen kleinen Rundbogenfenstern, die flache Decke, die Seitenschiffe und vor allem die zwei mal fünf Rundsäulen mit ihren korinthisierenden Kapitellen, die zu den bedeutendsten Werken karolingischer Bildhauerkunst gehören.

### Spätgotische Erweiterungen
Bis zum Ende der Zugehörigkeit zum Benediktinerkloster St. Alban 1419, also fast sechs Jahrhunderte lang, wurde die Kirche baulich kaum verändert.
Zwischen 1420 und 1430 wurde der südliche der drei karolingischen Altarräume abgerissen und durch eine gotische Heiligkreuzkapelle, die heutige Sakristei, ersetzt. An das nördliche Seitenschiff wurden drei weitere Kapellen angefügt.

## Nordportal
Aufgrund der Verlegung des Zugangs von der Westseite zum heutigen Justinusplatz auf der Nordseite der Kirche entstand dort um 1442 ein reich geschmücktes Nordportal, ein Spitzbogen-Portal mit krabbenbesetztem Kielbogen und Kreuzblume. Es wird von Replikaten zweier spätgotischer Statuen – die Originale befinden sich in der Taufkapelle – der Wüstenväter Paulus von Theben (links) und Antonius Abbas, des Ordenspatrons der Antoniter, begleitet. Das Heiligenpaar wird bei den Antonitern in der Regel gemeinsam dargestellt, so auch auf dem berühmten Isenheimer Altar des Mathias Grünewald in Colmar. Dies entspricht der Vita des hl. Paulus, verfasst von Hieronymus, wonach die beiden Eremiten in der ägyptischen Wüste zusammentrafen. Das Portal wurde von Steinmetzen der Frankfurter Dombauhütte geschaffen, die beiden Figuren von der Hand des Steffan von Irlebach.
Da bei der Bauausführung das Nordportal offenbar zu weit nach Westen gesetzt worden war, behalfen die Beauftragten damit, dass sie die Westwand der Kirche in einem Winkel von gut 12 Grad abknicken ließen, um den Baufehler auszugleichen, was kaum erkennbar ist.

## Hochchor

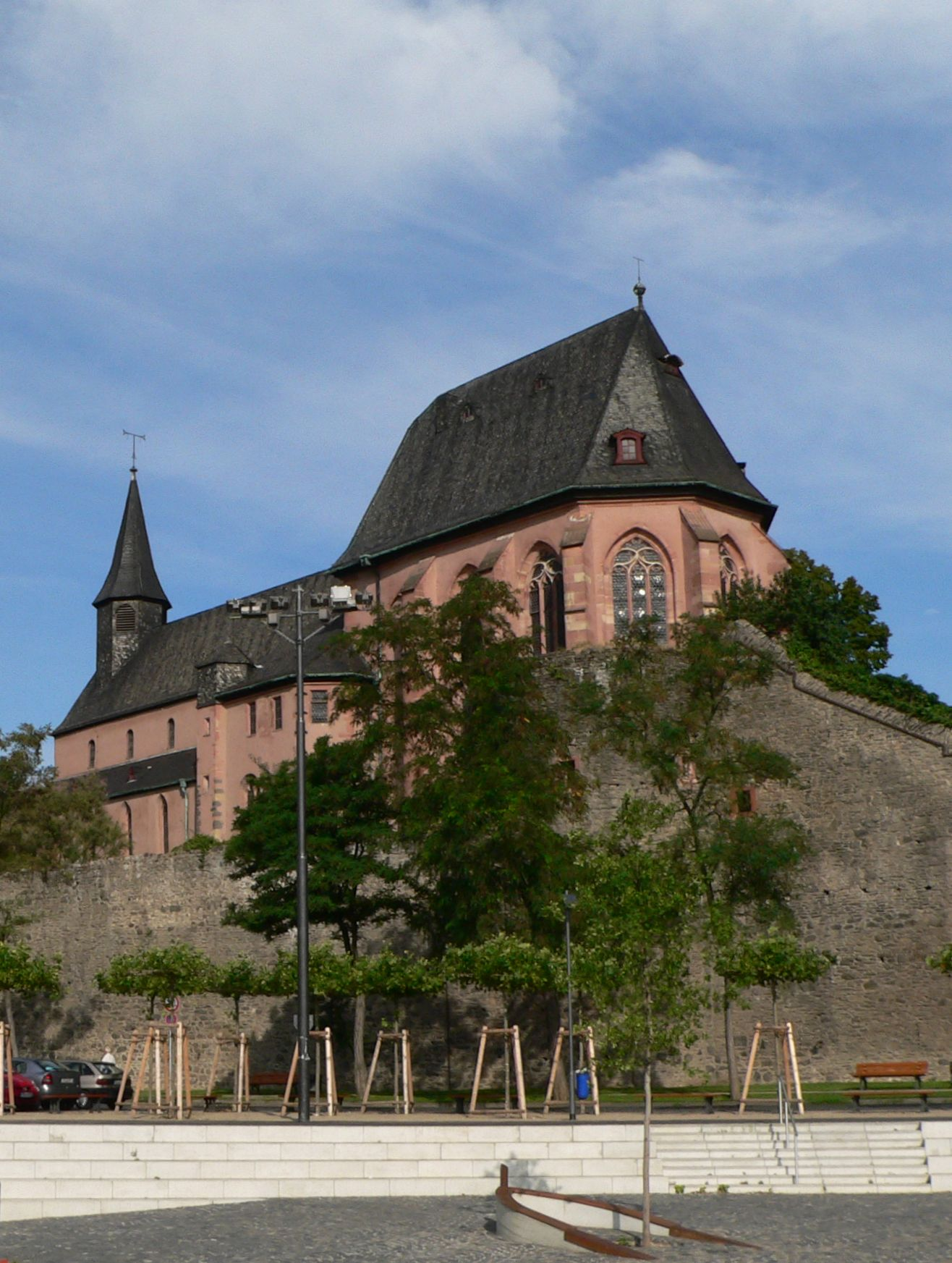
Südostwärts geneigter Chor

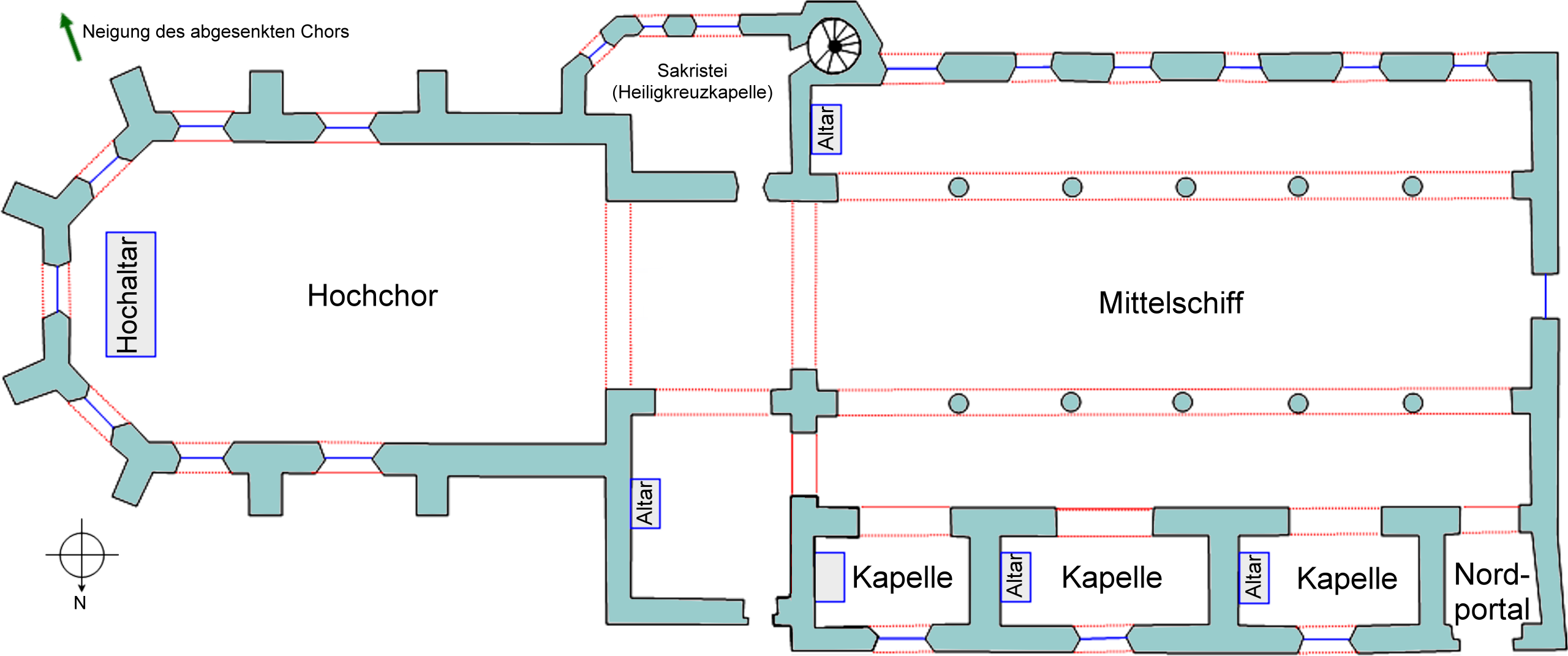
Grundriss der Kirche nach dem Umbau im 15. Jh.

Die Antoniter, seit 1441 Hausherren der Kirche, benötigten, den Regeln der Augustiner-Chorherren entsprechend, einen größeren Chor. Bald nach der Übernahme der Kirche wurde dieser in Auftrag gegeben. Es entstand ein einschiffiger, hoher Chorraum mit sieben Maßwerkfenstern, zwei Jochen und einem 5/8-Chorschluss. Der Chor war deutlich höher als die bestehende Basilika, dieser Gegensatz bestimmt bis heute den Anblick der weithin sichtbar über dem Mainufer gelegenen Kirche.
Da der Anbau des gotischen Hochchors der Justinuskirche auf unsicherem Untergrund geschah, waren dafür umfangreiche Vorarbeiten notwendig. Denn im aufgeschütteten Untergrund – am südöstlichen Fuß des Abhangs unterhalb der karolingischen Kirche auf Höhe des Mains – entspringt eine reich sprudelnde Quelle, die noch heute ihr Wasser spendet. Durch sie begannen die in den Untergrund getriebenen Stützbalken schon nach wenigen Jahrzehnten zu faulen. Hinzu kamen Schäden durch ein schwaches Erdbeben. Dadurch senkte sich der Chor, so dass der Anbau seitdem eine leichte Neigung südostwärts zum Main hat. Dies ist insbesondere im Inneren der Kirche beim Blick auf den Hochaltar zu erkennen.
Bereits 1523 musste daher das ursprüngliche Netzgewölbe des Chors wegen Einsturzgefahr abgetragen und durch eine provisorische Bretterdecke ersetzt werden. Die Veränderungen von 1523, zu denen auch gehörte, dass mehrere der Hochchorfenster zugemauert wurden,  ist noch immer an den Ansätzen des verschwundenen Netzgewölbes an den Chorwänden erkennbar. Die Schlusssteine des Hochchores mit den Wappen der Bauherren der Justinuskirche haben sich erhalten. Sie sind im Justinusgarten zu besichtigen. Die provisorische Bretterdecke wurde erst bei der Renovierung 1930 entfernt und durch eine abgehängte Rabitzdecke ersetzt. Ebenso wurden die zugemauerten Chorfenster hinter dem Hochaltar wieder geöffnet.
Die ab 1441 entstandenen Bauteile sind Werke der sogenannten Frankfurter Schule im Umfeld des Frankfurter Stadt- und Dombaumeisters Madern Gerthener. Wichtigster Baumeister in Höchst war der in vielen Orten am Mittelrhein tätige Steffan von Irlebach, ein Schwiegersohn Gertheners, sowie der Steinmetz Peter Wale, der mit Gerthener am Frankfurter Domturm arbeitete.

## Ausstattung

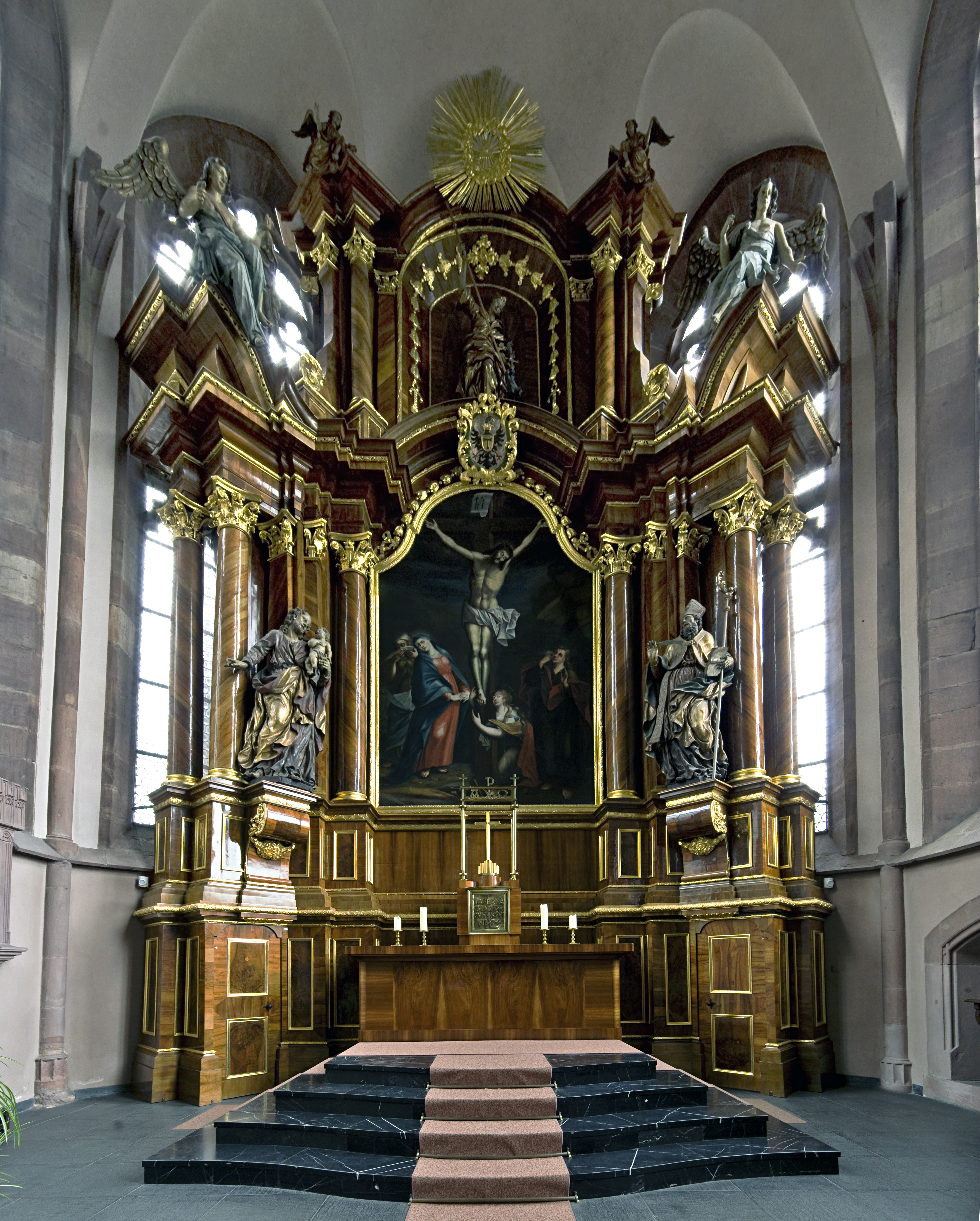
Barocker Hochaltar

### Barocker Hochaltar (1726)
Der Hochaltar aus dem 15. Jahrhundert war in den Ausmaßen des Isenheimer Altars geplant worden. Er wurde aber bis auf die Statue des Hl. Antonius nie vollendet.
1726 wurde der Hochaltar des 15. Jahrhunderts von den Antonitern durch einen barocken Nachfolger ersetzt. Sie gaben 1724 bei dem Mainzer Schreiner Johann Weiss ein Gesamtkunstwerk, einen monumentalen nussbaumfurnierten Altar, in Auftrag. Dieser Altar ist eine typisch barocke Schauarchitektur, verwandt mit Theaterkulissen, welche die Gläubigen durch Prunk und reiche Ausführung zu beeindrucken suchte.
Das 4,25 Meter hohe und 2,85 Meter breite Altargemälde von Christoph Jung zeigt die Kreuzigungsszene. Bestandteil des Altars sind weiterhin überlebensgroße Plastiken des hl. Josef mit dem Jesuskind und des hl. Augustinus, nach dessen Ordensregel die Antonitermönche lebten. Sie wurden durch den Frankfurter Bildhauer Uhrwercker geschaffen. Die Hl. Margarete mit dem Drachen oberhalb des Altarbildes stammt von Johann Jakob Junker (1750). Außerdem gibt es vier Engelfiguren, von denen die beiden kleineren Martin Bieterich, Mainz, geschaffen hat. Die Antoniter als Auftraggeber werden durch ein Wappen mit dem Tau-Kreuz und dem seit 1502 den Antonitern verliehenen Reichsadler ausgewiesen. Alle Plastiken sind in ihrer ursprünglichen Fassung erhalten.
Der nunmehr dritte (bekannte) Tabernakel und sein Aufsatz aus Messing entstanden 1932 nach einem Entwurf von Dobisch durch die Fa. Zimmermann in Frankfurt am Main. Er trägt die Aufschrift „Tabernaculum dei cum hominibus“ (Haus Gottes unter den Menschen). Auch das Antependium um den noch erhaltenen, ursprünglichen Sandstein-Altartisch der Bauzeit ist neueren Datums. 1822 hatte der Höchster Schreiner Jacob Weingärtner einen neuen Unterbau für den Hochaltar gefertigt. 1826 wurde der untere Teil des Hochaltares erneuert. Die Vorderseite der in einer Nische an der Südseite des Chores stehende barocke „Credenz“ könnte das 1822 entfernte Antependium des Hochaltares sein.
Der Hochaltar ist einer der bedeutendsten Altäre im Bistum Limburg. Er wurde 1932 bis 1933 und zuletzt zwischen 1984 und 1987 von Kleinschmidt, Speicher (Eifel) und die Altarfiguren durch Pracher, Würzburg, restauriert, der Messing-Tabernakel 2009 durch Engert, Würzburg.

### Kreuzaltar (1485)

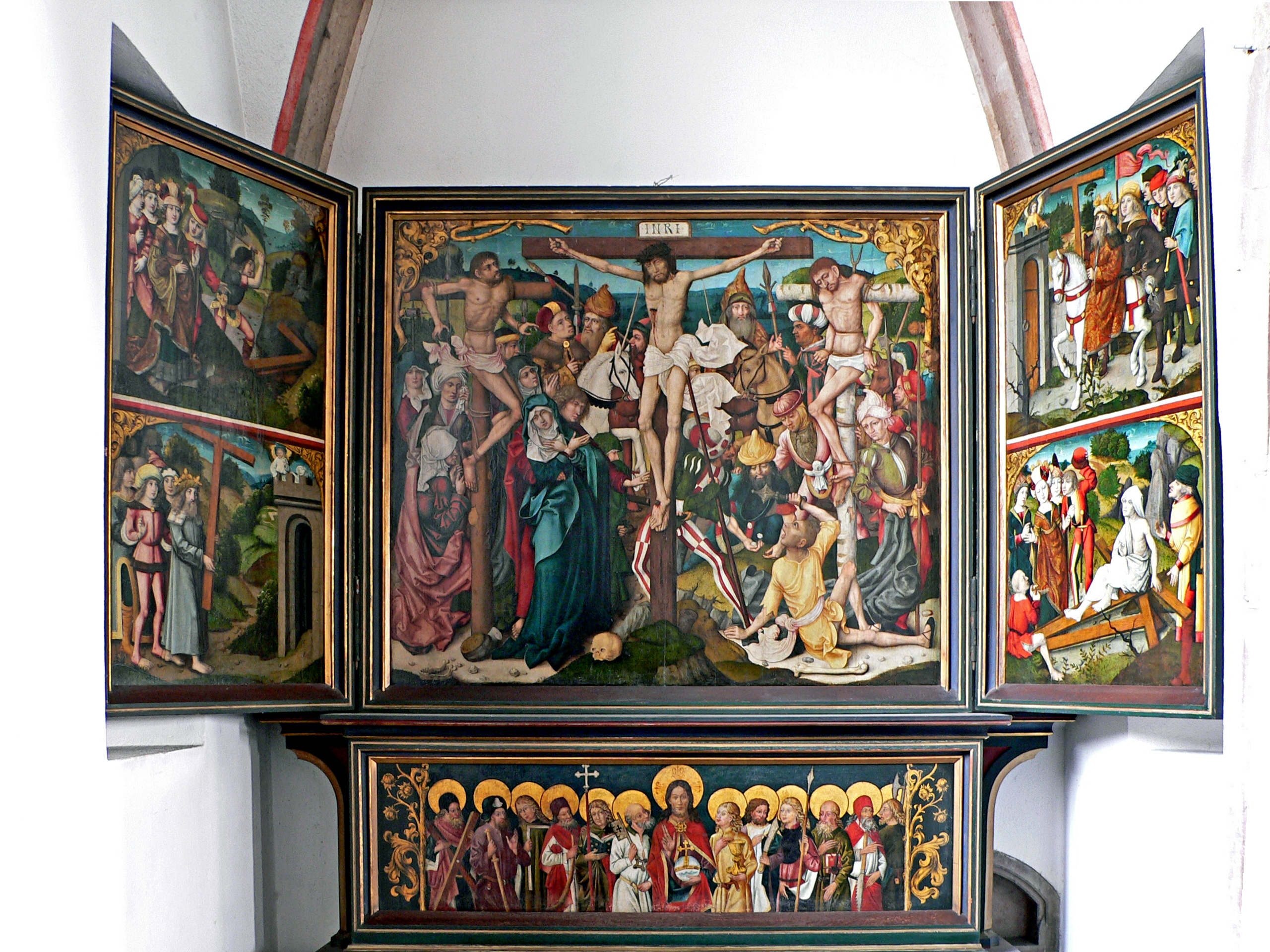
Kreuzaltar von 1485

Der Kreuzaltar wurde 1485 von dem Kastenmeister (Finanzverwalter) der Höchster Antoniter, Wigandus von Grünberg, gestiftet. Der Meister ist unbekannt. Es handelt sich um einen Wandelaltar, der ursprünglich als Altar der Pfarrgemeinde vor dem (heute verlorenen) Lettner – die im Mittelalter übliche Position für einen Kreuzaltar – am Ostende des Mittelschiffs stand. Der Kreuzaltar befindet sich heute in der mittleren der drei nördlichen Seitenkapellen.
Die Vorderseiten der beiden Seitenflügel zeigen in vier Bildern Szenen aus der Kreuzlegende, die Auffindung des Kreuzes um das Jahr 330 durch die Kaiserin Helena und die Rückführung des Kreuzes nach Jerusalem durch den Kaiser Heraklios im 7. Jahrhundert.
Das Mittelteil des Altars wurde 1485 von einem unbekannten Meister in Worms gefertigt. Es zeigt die Kreuzigung Jesu in der Form des sogenannten „Volkreichen Kalvarienberges“ nach Kupferstichen von Martin Schongauer.
Die beiden (inneren) Altarflügel aus der gleichen Werkstatt zeigen vier Szenen der beiden Kreuzlegenden: die Auffindung des Heiligen Kreuzes durch die Kaiserin Helena und die Identifizierung des Christus-Kreuzes durch die Auferweckung eines toten Jünglings um das Jahr 330 sowie den Versuch des Kaisers Heraklios, nach Jerusalem einzureiten, und den Einzug des Kaisers zu Fuß.
Die Außenseiten der Altarflügel wurden 1608 mit großen Apostelfiguren und anderen Heiligen bemalt, eine Stiftung des Antoniters Adolph Hermann, der damals Pfarrer von Höchst war. Die Malereien sind stark beschädigt. Erkennbar sind noch der Apostel Andreas und der Heilige Georg.
Auf der Predella unterhalb der Mitteltafel wird Jesus als Weltenherrscher im Kreis der Apostel gezeigt.

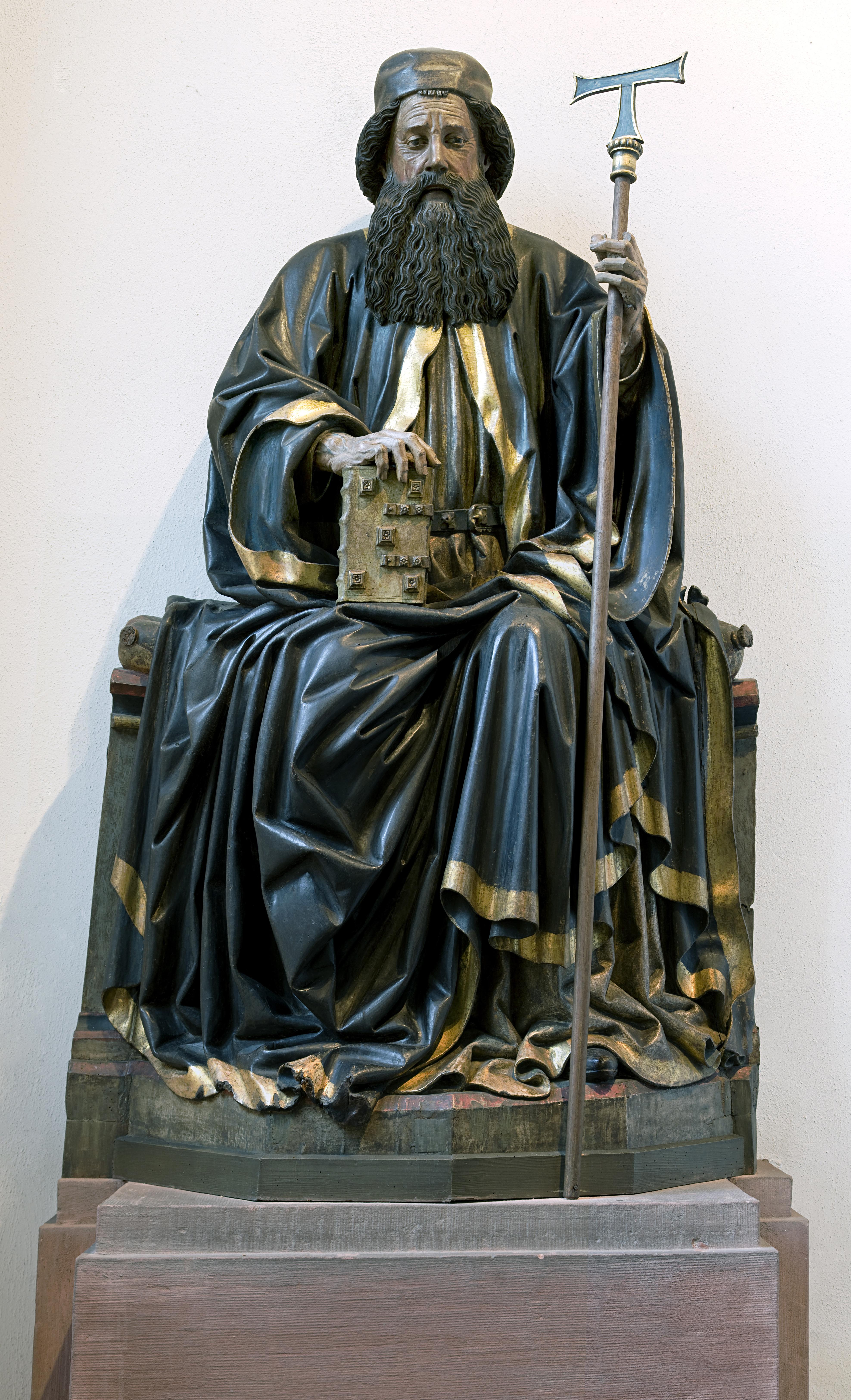
Figur des Antonius von 1485

Die Tafeln des Kreuzaltares haben eine bewegte Vergangenheit: Nachdem 1812 der Lettner und der davor stehende Kreuzaltar beseitigt wurden, kamen die Bildtafeln 1858 aus dem Pfarrhaus in die Wallfahrtskirche Marienthal im Rheingau. Ab 1905 wurden sie in der Kapelle des Konviktes in Hadamar aufgestellt. Erst 1935 wurden sie in die Justinuskirche zurückgeführt und auf einem neu gefertigten Altar an ihrem heutigen Platz in der Mittelkapelle aufgestellt.

### Barocker nördlicher Seitenaltar (Pieta)
Der nördliche Altar ist eine Pietà, er zeigt Maria als „Schmerzensreiche Mutter“, die den toten Jesus im Arm hält.
Der Altar, ein einfacher Holzaltar, bei dem das Nußbaumfurnier durch „Bierfarben“ nachgeahmt wurde, wurde 1812 aus dem aufgehobenen Kloster Gottesthal bei Oestrich im Rheingau nach Höchst gebracht. Bis 1932 stand dieser Altar im südlichen Seitenschiff. Restaurierungen fanden 1888 (farbige Neufassung) und zwischen 1985/86 durch Pracher, Würzburg, statt.

### Barocker südlicher Seitenaltar (Maria Königin)
Auf dem Altar im Südseitenschiff wird Maria als Königin mit dem Jesuskind auf dem Arm dargestellt.
Der nussbaumfurnierte Altar wurde 1812 aus dem aufgehobenen Kloster Gottesthal in Oestrich im Rheingau nach Höchst gebracht. Bis 1932 stand dieser Altar im nördlichen Seitenschiff. Restaurierungen fanden 1888 (farbige Neufassung) und zwischen 1985/86 durch Pracher, Würzburg, statt.

### Sitzfigur des hl. Antonius
Der hl. Antonius Eremita, ein ägyptischer Einsiedler des 4. Jahrhunderts, war der Ordenspatron der Antoniter. In der Regel stand seine lebensgroße Statue auf dem Hochaltar der Klosterkirche. Obwohl der Altar des 15. Jahrhunderts durch den heutigen Barockaltar ersetzt wurde, hat sich die 1485 in Worms gefertigte Antoniusfigur erhalten. Die lebensgroße Holzfigur mit der originalen Farbfassung ist eines der bedeutendsten Werke der Bildhauerkunst des Mittelrheins aus der Zeit der spätgotischen Skulptur. Im April 2017 wurde eine umfassende Säuberung und Restaurierung durch das Landesamt für Denkmalpflege Hessen in Wiesbaden abgeschlossen.

### Orgel

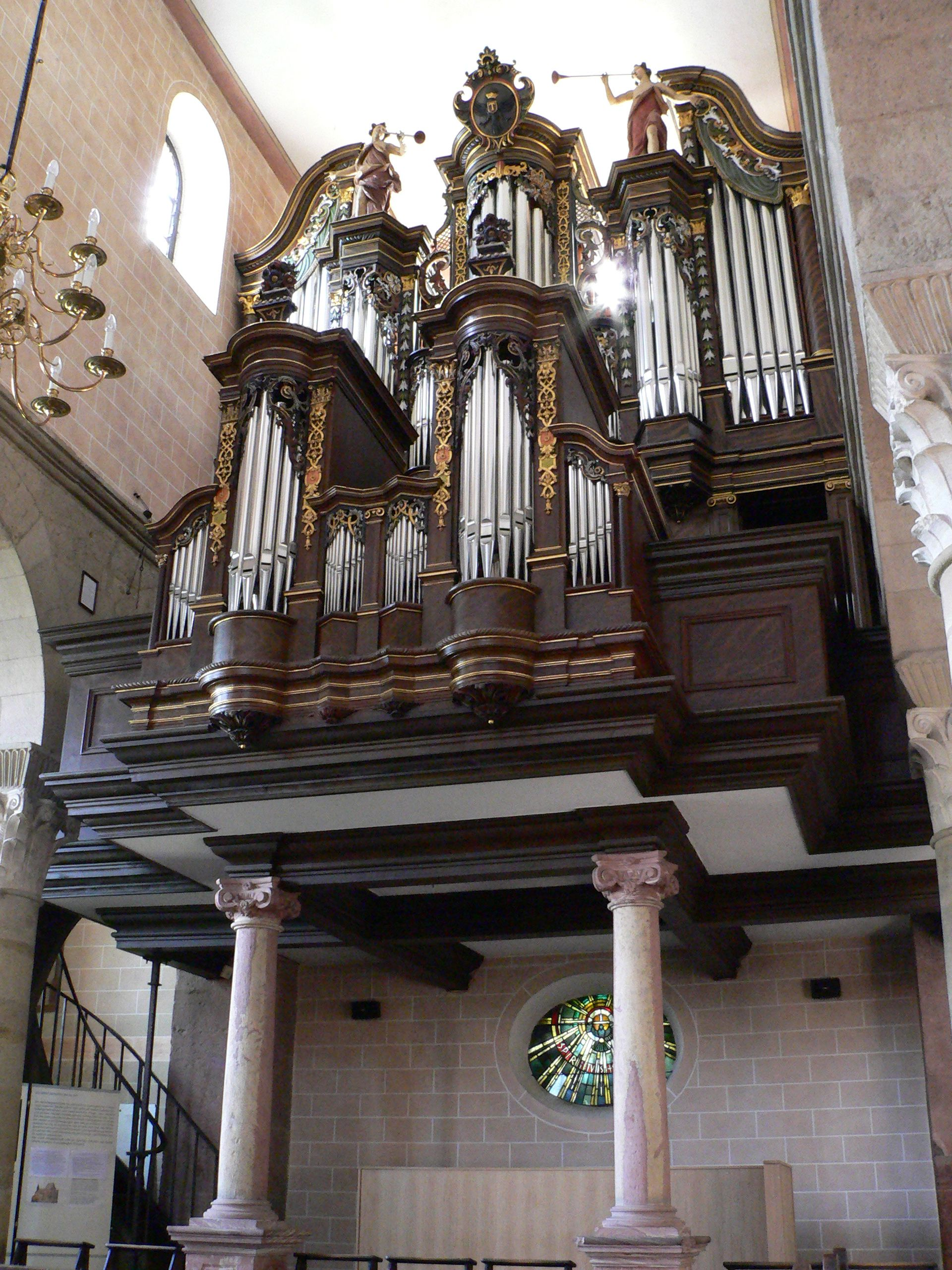
Orgelprospekt

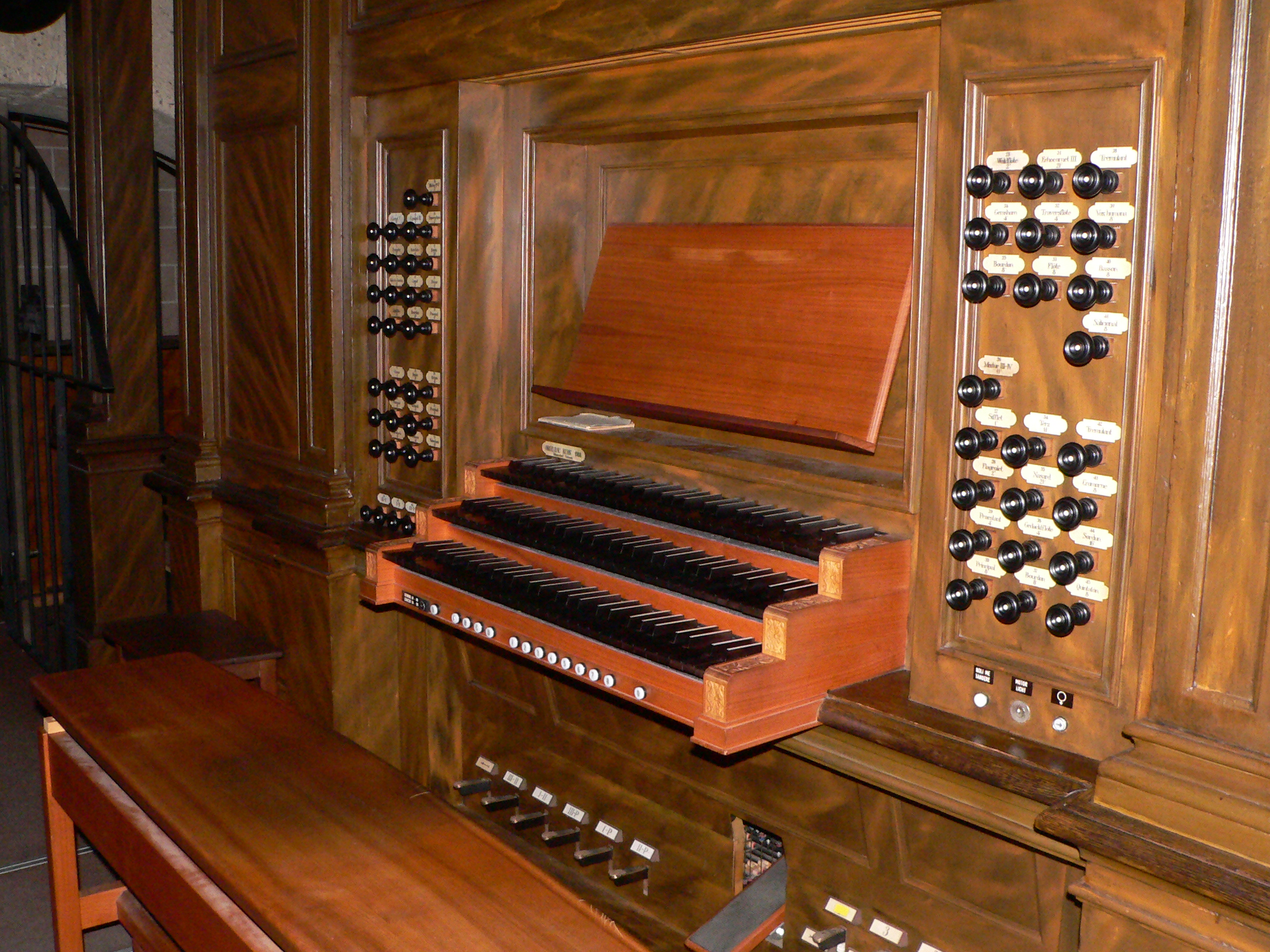
Spielanlage der Orgel

Früheste sichere Hinweise über eine Orgel in der Justinuskirche stammen aus der Zeit zwischen 1454 und 1464. Aber weder über ihre Beschaffenheit, die Größe, die Disposition noch den Standort gibt es Anhaltspunkte. Allerdings ist zumindest der Standort heute erforscht: Es dürfte sich um eine Schwalbennestorgel an der Nordwand des Mittelschiffes gehandelt haben, wie bei den Restaurierungsarbeiten an der Kirche 1932 festgestellt wurde. Entsprechende Schwalbennester gibt es bis heute im nördlichen Dachgeschoss. Diese Orgel hat rund 200 Jahre ihren Dienst getan. Rechnungen über die Kirchenorgel erscheinen ab dem Dreißigjährigen Krieg, ab 1648 wird auch ein Organist erwähnt. Kloster und Bürgerschaft trugen gemeinsam zum Erhalt der Orgel bei. Da sich seit 1730 die Reparaturen häuften, diese immer teurer wurden und sich die finanziellen Verhältnisse der Höchster Antoniter nach einer Zeit des Niederganges deutlich gebessert hatten, erging 1736 an Johann Onimus, Mainz, der Auftrag für eine neue Orgel. Sie wurde 1740 fertiggestellt. Die barocke Orgel wurde in den beiden Jahrhunderten bis nach dem Zweiten Weltkrieg mehrfach dem Zeitgeschmack angepasst und damit ihres ursprünglichen Klangbildes beraubt.
1987/88 wurde in den barocken Orgelprospekt eine neue Konzertorgel der Firma Orgelbau Kuhn, Männedorf (Schweiz), eingebaut. Hierdurch hat sie ihr ursprüngliches Aussehen, vor allem aber ihre Konzertqualität zurückgewonnen. Die Justinuskirche ist heute Aufführungsort von Orgelkonzerten mit internationalen Künstlern, z. B. im Rahmen des Höchster Orgelsommers. Das Instrument hat 43 Register (Schleifladen) auf drei Manualen und Pedal. Die Spieltraktur ist mechanisch, die Registertraktur mechanisch und elektrisch.
| I Rückpositiv C–a3 |               |        |
| 1.                 | Principal     | 8′     |
| 2.                 | Bourdon       | 8′     |
| 3.                 | Quintatön     | 8′     |
| 4.                 | Praestant     | 4′     |
| 5.                 | Gedacktflöte  | 4′     |
| 6.                 | Nasard        | 2 ⁄3′  |
| 7.                 | Flageolet     | 2′     |
| 8.                 | Terz          | 1 3⁄5′ |
| 9.                 | Sifflet       | 1′     |
| 10.                | Mixtur III–IV | 1 ⁄3′  |
| 11.                | Sordun        | 16′    |
| 12.                | Cromorne      | 8′     |
|                    | Tremulant     |        |

| II Hauptwerk C–a3 |                   |       |
| 13.               | Bourdon           | 16′   |
| 14.               | Principal         | 8′    |
| 15.               | Hohlflöte         | 8′    |
| 16.               | Viola da Gamba    | 8′    |
| 17.               | Coppel            | 8′    |
| 18.               | Octave            | 4′    |
| 19.               | Rohrflöt          | 4′    |
| 20.               | Quinte            | 2 ⁄3′ |
| 21.               | Superoctave       | 2′    |
| 22.               | Mixtur IV–V       | 2′    |
| 23.               | Cymbel III        | 1′    |
| 24.               | Cornett V (ab f0) | 8′    |
| 25.               | Trompete          | 8′    |

| III Echowerk C–a3 |                        |       |
| 26.               | Bourdon                | 8′    |
| 27.               | Flöte                  | 8′    |
| 28.               | Salicional             | 8′    |
| 29.               | Gemshorn               | 4′    |
| 30.               | Traversflöte           | 4′    |
| 31.               | Waldflöte              | 2′    |
| 32.               | Echocornet III (ab g0) | 2 ⁄3′ |
| 33.               | Basson-Hautbois        | 8′    |
| 34.               | Vox humana             | 8′    |
|                   | Tremulant              |       |

| Pedal C–f1 |            |        |
| 35.        | Violonbass | 16′    |
| 36.        | Subbass    | 16′    |
| 37.        | Praestant  | 8′     |
| 38.        | Gedackt    | 8′     |
| 39.        | Quinte     | 5 1⁄3′ |
| 40.        | Octave     | 4′     |
| 41.        | Bombarde   | 16′    |
| 42.        | Posaune    | 8′     |
| 43.        | Clarine    | 4′     |

- Koppeln: I/II, III/II, I/P, II/P, III/P
- Spielhilfen: 32-fache Setzeranlage